# Casa Terán
Casa Terán, también conocido como Centro de Animación Cultural Casa Terán, es un recinto cultural ubicado en el centro de la ciudad de Aguascalientes. El edificio fue construido en el año 1795, con el fin de ser hogar de la familia Terán. El espacio es conocido por ser hogar del exgobernador de Aguascalientes Jesús Terán Peredo, quien también fue secretario de gobierno de la república durante el periodo del presidente Ignacio Comonfort. Desde 1992, la edificación cumple el propósito de ser un centro cultural.

## Historia

### Construcción
La construcción fue iniciada a petición de Don Felipe Pérez de Terán, quien fue abuelo de Jesús Terán Peredo. El objetivo de la casa era ser la nueva residencia familiar. Los responsables de la obra fueron: el arquitecto Felipe Ureña quien fue el responsable de diseñar la estructura, el alarife Gregorio Reyes y Rodrigo Rodríguez quien se encargó de los trabajos con la cantera. Jesús Terán solamente vivió en la casa durante su infancia.

### Centro de animación cultural
En 1986 el Instituto Nacional de Antropología e Historia (INAH) le otorgó a la casa el estado de monumento histórico esto fue publicado en el diario oficial de la federación, esto gracia a su relevancia histórica local y por su antigüedad. Con motivo del 126 aniversario luctuoso de Jesús Terán, en 1992 fue expropiada la casa y remodelada para convertirse en un centro cultural. Desde entonces ha sido un lugar que ha albergado múltiples eventos artísticos y culturales. Las instalaciones están supervisadas por el Instituto Cultural de Aguascalientes (ICA).

### Explosión, reconstrucción y mantenimiento
Durante la madrugada del 26 de julio del 2012 se acumuló una cantidad abundante de gas en la cafetería del centro cultural causado por una fuga. A las 4:40 AM el velador de la casa encendió un cigarrillo el cual provocó una gran explosión dentro del recinto, derrumbando gran parte del lugar y causando daños estructurales de consideración. Gran parte de las oficinas administrativas fueron destruidas en la explosión, se estima que más del 30% fue pérdida total. La librería, galería y videoteca sufrieron daños mínimos. El velador fue llevado al hospital con heridas leves.
Los trabajos de reconstrucción y restauración duraron 19 meses, el trabajo se priorizó dejar de manera fiel la estética del lugar haciendo uso de los mismos materiales y técnicas de construcción con las que fueron construida originalmente la casa, todo el proceso fue coordinado por el ICA y supervisado por él INAH. En 2014, la Casa Terán reabrió sus puertas al público para seguir siendo un espacio dedicado a la cultura.
El 21 de septiembre del 2019 las autoridades locales tomaron la decisión de cerrar el recinto de manera indefinida a causa de la aparición de diversas grietas y la detección de una gran cantidad de humedad en los muros; las autoridades también dijeron que esto podía deberse a los daños colaterales que causó la explosión del 2012. La rehabilitación del espacio duró más de un año.

## Arquitectura
La edificación actualmente se compone de un patio principal y otro secundario donde se puede apreciar varias de las columnas tipo estípite, las cuales sostienen arcos tipo herraduras. En el interior hay de varios cuartos decorados con acabados estilo italiano en los muros y techo, los pasillos se componen de ladrillo de barro. Asimismo, el centro cultural cuenta con dos pisos. La fachada se le considera una combinación entre el barroco y neoclásico.

## Espacios culturales

### Galería Fráncico Diaz de León
En la parte frontal de las instalaciones se encuentra la Galería Fráncico Diaz de León, el cual su nombre hace honor al artista plástico nacido en Aguascalientes de mismo nombre. La galería solamente se enfoca en hacer exposiciones temporales de diversos artistas locales y nacionales en los ámbitos de las artes visuales.

### Videoteca y Sala de Proyecciones
Casa Terán cuenta con un acervo amplio de películas y documentales de producción independiente, además de tener producciones comerciales, todo en formato VHS, Un visitante puede solicitar una membresía para ver en la sala de proyecciones el material audiovisual seleccionado o si se lo permiten también pode rentarlo para llevar domicilio

### Sala Auditorio Alfonso Esparza Otero
La sala cuenta con un pequeño escenario donde se presenta una gran diversidad de eventos cultures y artísticos como conciertos, presentaciones de danza, obras de teatro, conferencia, y presentaciones de libros. El espacio también cuenta con un piano de cola y su propia compañía de teatro libre. El nombre de la sala hace honor al músico aguascalentense Alfonso Esparza Otero.

### Librería
Casa Terán alberga una sucursal de una librería de propiedad privada justo enfrente de las instalaciones. Debido a la remodelación del 2019 y a las consecuencias de la pandemia de COVID 19, se opto por cerrar dicha sucursal durante unos meses, esto causó estragos económicos a los dueños de la librería por lo que iniciaron su cierre definitivo. Con la ayuda de la comunidad artística de Aguascalientes se logró que el ICA otorgara a la librería un apoyo económico, y así salvar a la microempresa.